# Larry Grenadier
Pour les articles homonymes, voir Grenadier.
Larry Grenadier est un contrebassiste de jazz américain né le 6 février 1966 à San Francisco.

## Biographie
Il joue de la basse depuis l'âge de 11 ans (d'abord la basse électrique, puis la contrebasse). Il étudie la littérature anglaise à l'Université Stanford jusqu'en 1989, tout en participant à la scène jazz de San Francisco parallèlement à ses études. En 1990, il déménage à Boston et fait partie de la formation du vibraphoniste Gary Burton pendant environ un an. Ensuite, il déménage à New York où il rejoint le trio de Brad Mehldau (avec le batteur Jorge Rossy) en 1995. Il participe également au trio du guitariste Pat Metheny avec le batteur Bill Stewart à partir de 1997.
Il joue avec son propre groupe Fly avec Jeff Ballard et Mark Turner, Joshua Redman qu'il connaît depuis ses années à Boston, Joe Henderson (depuis le milieu des années 1980 à San Francisco et en tournée européenne dans les années 1990), Larry Goldings (en trio avec Paul Motian, Awareness 1996), Charles Lloyd (album The Water is Wide 2000), John Scofield (tournée mondiale en 1997 avec Bill Stewart et Seamus Blake), Kurt Rosenwinkel, Steve Cardenas, Torsten de Winkel, Don Braden, Betty Carter, Danilo Perez, Tom Harrell.
Grenadier est marié depuis 1997 à l'autrice-compositrice-interprète Rebecca Martin (en).

## Galerie

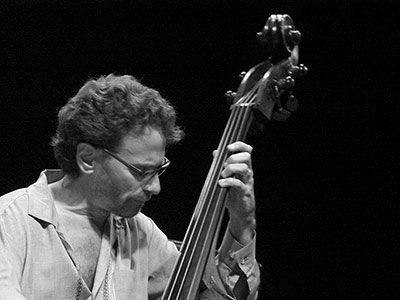
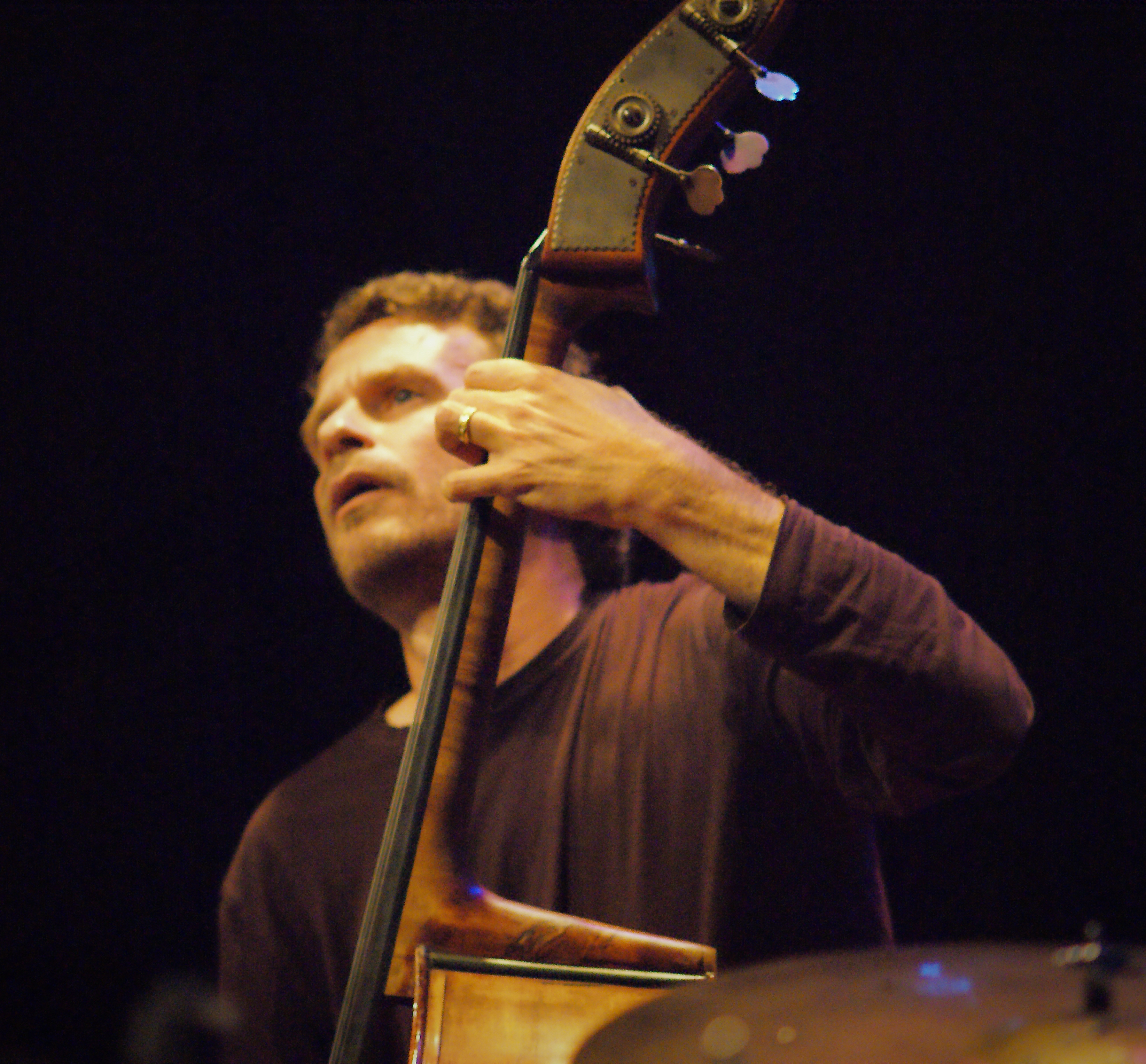
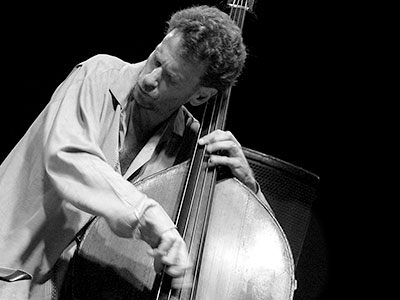
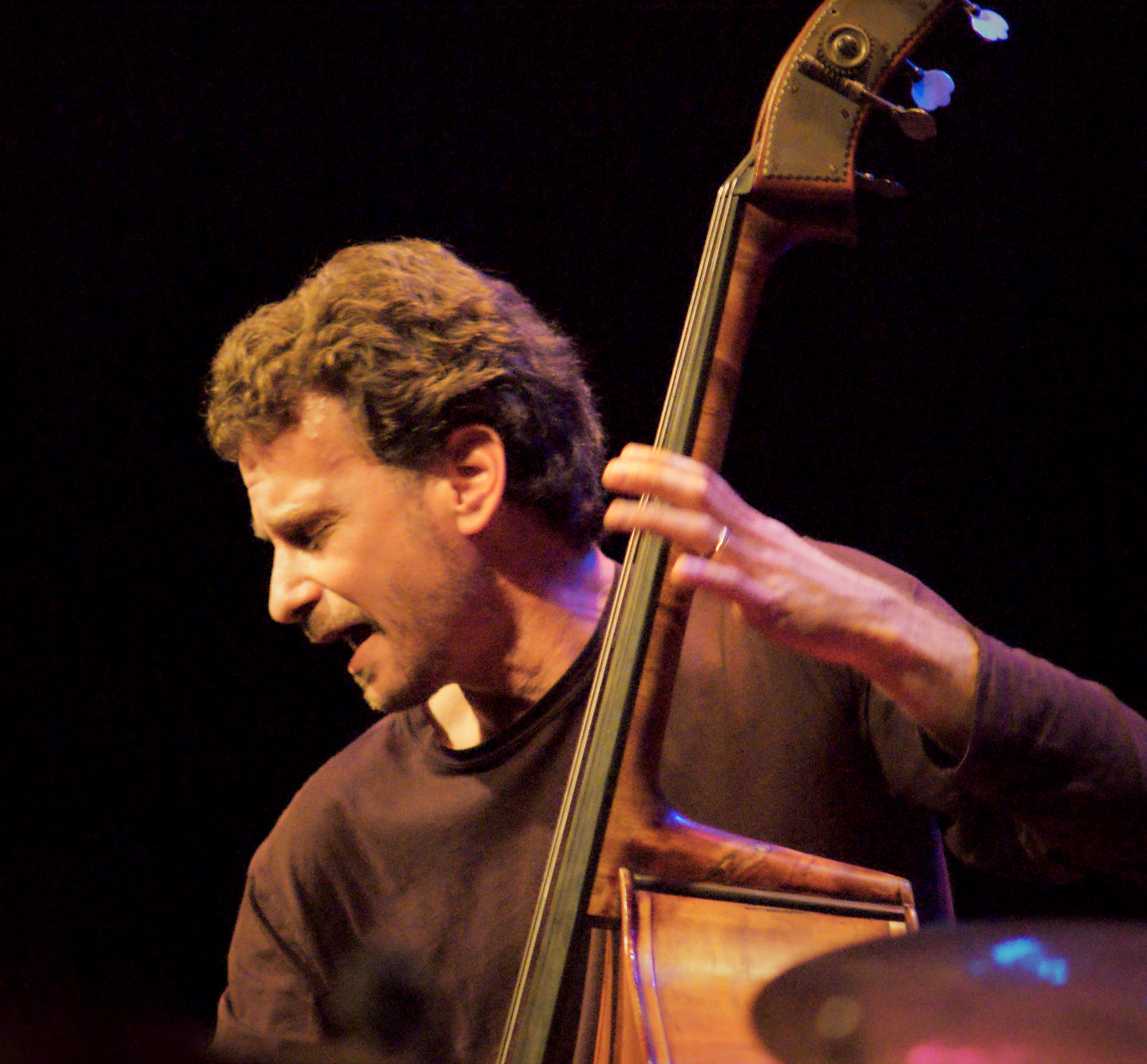

## Discographie

### Avec Fly
- 2004 : Fly (Savoy Jazz)
- 2009 : Sky & Country (ECM Records)

### Avec Ibrahim Maalouf
- 2016 : Kalthoum (Ibrahim Maalouf, Mark Turner, Clarence Penn, Frank Woeste) (Mi'ster Productions)
- 2012 : WIND (Ibrahim Maalouf, Mark Turner, Clarence Penn, Frank Woeste) (Mi'ster Productions)

### Avec Brad Mehldau
- 1995 : Introducing Brad Mehldau (WMG)
- 1997 : The Art Of The Trio, Vol. 1 (WMG)
- 1998 : Live At The Village Vanguard: The Art Of The Trio, Vol. 2 (WMG)
- 1998 : Songs: The Art Of The Trio, Vol. 3 (WMG)
- 1999 : The Art Of The Trio, Vol. 4: Back At The Vanguard (WMG)
- 2000 : Places (WMG)
- 2001 : Progression : The Art Of The Trio, Vol. 5 (WMG)
- 2002 : Largo (WMG)
- 2004 : Anything Goes (WMG)
- 2005 : Day Is Done (Nonesuch Records)
- 2006 : House On Hill (Nonesuch Records)
- 2008 : Brad Mehldau Trio (Live)
- 2010 : Highway Rider
- 2012 : Ode
- 2012 : Where Do You Start

### Avec Pat Metheny
- 2000 : Trio 99 > 00
- 2000 : Trio → Live 99 > 00

### Avec Joshua Redman
- 1998 : Timeless Tales for Changing Times
- 2007 : Back East

### Avec Seamus Blake
- 1993 : The Call (Criss Cross Jazz)
- 1994 : Four Track Mind (Criss Cross Jazz)

### Autres
- 1994 : Consenting Adults (Brad Mehldau, Mark Turner, Peter Bernstein, Leon Parker) (Criss Cross Jazz)
- 1996 : Pure (Chris Potter)
- 2002 : Lift Every Voice (Charles Lloyd)

- 2006 : Metheny / Mehldau
- 2007 : Metheny / Mehldau Quartet

- 2007 : BeatleJazz all you need (Brian Melvin)
- 2018 : Storyteller (Biréli Lagrène)